# Sielnica, Zvolen
Sielnica este o comună slovacă, aflată în districtul Zvolen din regiunea Banská Bystrica, pe malul râului Hron. Localitatea se află la altitudinea de 338 m deasupra n.m., se întinde pe o suprafață de 17,84 km2 și în 2017 număra 1.456 de locuitori.

## Istoric
Localitatea Sielnica este atestată documentar din 1250.

## Demografie
| An:                | 1994 | 2004   | 2014    | 2024   |
| ------------------ | ---- | ------ | ------- | ------ |
| Număr de persoane: | 1112 | 1197   | 1392    | 1419   |
| Diferență:         |      | +7,64% | +16,29% | +1,93% |

| An:                | 2023 | 2024   |
| ------------------ | ---- | ------ |
| Număr de persoane: | 1415 | 1419   |
| Diferență:         |      | +0,28% |